# معامله‌گر
معامله گر (انگلیسی: Trader) شخصی است که بازارهای مالی، چه برای خودش و چه از طرف شخص یا موسسات دیگری، در خرید و فروش دارایی‌های مالی همچون فارکس ، باینری آپشن ، رمزارزها، اوراق قرضه، بازار کالا، صندوق سرمایه‌گذاری مشترک و دیگر ابزار مشتقه به عنوان پوشش ریسک، آربیتراژ یا سفته‌بازی شرکت می‌کند.

## تفاوت معامله گر و سرمایه گذار
تفاوت اصلی بین یک معامله‌گر و یک سرمایه گذار مدت زمانی است که شخص دارایی را در اختیار دارد. سرمایه گذاران تمایل دارند افق زمانی بلندمدت داشته باشند، در حالی که معامله گران تمایل دارند دارایی‌ها را برای دوره‌های بسیار کوتاه‌تری نگهداری کنند تا از روندهای کوتاه مدت سود کسب کنند.

## وظایف و انواع
معامله گرها به خرید و فروش تمامی ابزارهای مالی که در بازار سهام، بازار مشتقات و بازار کالا معامله می‌شوند، اقدام می‌کنند. در دنیای مالی معیارهای مختلفی وجود دارد که معامله گرها براساس آنها طبقه‌بندی می‌شوند. این طبقه‌بندی ممکن است براساس ابزار، بازار مالی یا سبک معامله گری باشد. این طبقه‌بندی‌ها شامل موارد ذیل است:
- معامله گران اسکالپ
- معامله گران روزانه
- معامله گران نوسانی
- معامله گران نیابتی
- معامله گران نوسان بالا
- معامله گران بازار بورس